# Martin von Meißen
Martin (* im 12. Jahrhundert; † 15. Juli 1190 bei Tyros) war von 1170 bis 1190 Bischof von Meißen.
Martin soll aus der Umgebung des Klosters Petersberg stammen. Er war zunächst ein Domherr in Meißen. Er zählte zu den Teilnehmern des Dritten Laterankonzils. Die Gründung des Klosters Altzella fällt in seine Zeit als Bischof und er übereignete ihm urkundlich ausdrücklich zunächst strittige Gebiete. Es fanden in dieser Zeit auch noch andere Klostergründungen statt. Mit dem Markgrafen Otto pflegte er friedliche Beziehungen. Er starb auf dem Dritten Kreuzzug in der Nähe der Stadt Tyros. 